# 殺手狂龍
《殺手狂龍》是一部2002年上映的香港電影。由南燕導演、監製及編劇，洪金寶、陳松伶、王合喜及李煒尚領銜主演。即管本片有大量著名明星參演，票房及評價也是不俗。

## 故事大鋼
退休警察孟金在多年前因上司把殺死自己夥伴Coco的兇手沙炮放走而辭職，他前往泰國收養了阿芬，阿志，阿偉，阿恩及阿傑，並把他們訓練成殺手，但阿芬主要負責照顧孟金，其餘四人主要把那些沒有被制裁的壞人。
一天，孟金宣布要前往香港辦事，但因意外而令四人成為沒有血性的冷血殺手，到底孟金會如何把他們變回正常呢？

## 演員
| 演員   | 角色 | 備註 |
| 洪金寶 | 孟金 | 契爺 本為香港警察，但因上司把殺死自己夥伴Coco的兇手沙炮放走而辭職 在泰國收養阿芬，阿志，阿偉，阿恩及阿傑為殺手，但阿芬負責照顧自己 最後把阿志，阿偉，阿恩趕走，孤獨終老 |
| 陳松伶 | 阿芬 | 被孟金收養 最後被阿偉開槍誤殺身亡 |
| 王合喜 | 阿志 | 被孟金收養訓練為殺手 暗戀阿芬 最後被孟金趕走 |
| 李煒尚 | 阿偉 | 被孟金收養訓練為殺手 暗戀阿芬 最後誤殺阿芬後瘋癲下斬傷孟金並被其趕走 |
| 盧淑儀 | 阿恩 | 被孟金收養訓練為殺手 最後被孟金趕走 |
| 唐家輝 | 阿傑 | 被孟金收養訓練為殺手 最後在執行任務時被槍殺 |
| 雷宇揚 | Jack | 沙炮之手下 在十年前斬斷阿天右手 最後被阿志，阿偉及阿天槍殺 |
| 何家駒 | 沙炮 | 聶先生 Jack之老大 在十年前插死Coco左手 最後被阿志，阿偉在酒樓槍殺 |
| 石修   | 阿標 | 警官 孟金之好友，並不知酒樓殺人事件的兇手為孟金訓練的 |
| 鄭恕峰 | 阿天 | 退休警察 孟金之好友 在十年前被Jack斬斷右手 最後在槍殺Jack的時候被阿偉槍殺                                                                                               |
| 陳明君 | Coco | 警察 孟金之好友 在十年前被沙炮斬死 |

## 外部連結
- 互联网电影数据库（IMDb）上《殺手狂龍》的资料（英文）
- 香港影庫上《殺手狂龍》的資料（繁體中文）